# Shenork Kaloustian
Shenork I Kaloustian (orm. Շնորհք Գալուստյան; ur. 27 września 1913 w Yozgacie jako Arshag Kaloustian, zm. 7 marca 1990) – w latach 1961–1990 82. ormiański Patriarcha Konstantynopola.

## Życiorys
Święcenia kapłańskie przyjął w 1935. W 1955 otrzymał sakrę i objął stanowisko biskupa Zachodnich Stanów Zjednoczonych. 25 marca 1957 został mianowany Wielkim Zakrystianem Ormiańskiego Patriarchatu Jerozolimy. 11 października 1961 został wybrany na Patriarchę Konstantynopola. Intronizacja odbyła się 3 stycznia 1962. Zmarł w marcu 1990, podczas wizyty w Armenii.